# PaintShop Pro
PaintShop Pro (PSP) — это редактор растровой и векторной графики для Microsoft Windows. Первоначально он был опубликован Jasc Software. В октябре 2004 года Corel приобрела Jasc Software и права на распространение Paint Shop Pro. Функциональность PSP может быть расширена плагинами, совместимыми с Photoshop.
Издания с номером X продавались в двух версиях: PaintShop Pro, которая является базовой программой редактирования, и PaintShop Pro Ultimate, которая включает в себя другие автономные программы, дополнительные художественные инструменты и / или плагины. Конкретные программы в комплекте варьировались в зависимости от каждой пронумерованной версии и не продавались Corel как отдельные продукты.
PSP поставляется с интерфейсом для автоматизации задач с помощью скриптов, написанных на Python.

## История
Paint Shop Pro 1.0 был выпущен в 1992 году для Windows 3.1. Первоначально называвшаяся просто Paint Shop, первая версия 1.0 была базовым конвертером изображений между форматами BMP, GIF и PCX, задуманным Робертом Войтом и разработанным Джоэлом ДеРайдером. Он был выпущен Робертом Войтом в августе 1990 года. Paint Shop первоначально распространялся как условно-бесплатный и до сих пор доступен на многих сайтах загрузки (4.12 является популярной версией). Большинство новых версий доступны только в коммерческих целях, хотя некоторые из них были распространены в Соединенном Королевстве на компакт-дисках компьютерных журналов после того, как они устарели.
Paint Shop Pro 5 добавил поддержку слоев, а также цветовых режимов CMYK и HSL, включил JASC Animation Shop для создания анимации и фактически продавался как «Paint Shop Pro 5.0 с Animation Shop». PaintShop Pro X6 был первым, вышедшим в 64-разрядной версии (покупка включает в себя обе версии).  PaintShop Pro X7 включает в себя функции с учетом содержимого, такие как «Magic Fill» и «Smart Edge», а также поддержку файлов колясок XMP, которые сохраняют настройки редактирования для необработанных форматов. 
С 2006 по 2011 год (версии от XI до X3) PaintShop Pro продавался как «Corel Paint Shop Pro Photo». Убрав часть названия «Photo» в версии X4, Paintshop Pro X5 был получен из Ulead Photo Explorer после приобретения Corel Ulead. 
28 ноября 2007 года Corel объявила, что офис в Eden Prairie, штат Миннесота, где был создан Paint Shop Pro, будет закрыт, а развитие перейдет в офисы в Калифорнии и Китае. 

## Трубки изображений
Графические трубки представляют собой графические изображения без фона. Они часто используются в качестве отправной точки для сложных изображений; то есть они объединяются с другими элементами изображения для создания окончательной работы. Трубки также можно рассматривать как графические кисти, основанные на заранее созданном изображении; это было их первоначальное использование. Вместо того, чтобы оставлять след цвета на холсте, они оставляли след изображений. Популярные трубчатые предметы включают алфавиты, людей (также известных как dollz), фигурки животных и игрушек, цветы, любовные послания и сезонные символы.
Трубчатая система возникла в PSP Pro версии 5. Собственные файлы tube могут быть в форматах .tub, .psp, .pspimage и .psptube. XnView, IrfanView и TubeEx — это отдельные графические программы, которые могут преобразовывать файлы tube (.tub) в .png.

## Окончательное издание
PaintShop Pro Photo X2 Ultimate был выпущен в конце срока службы PaintShop Pro Photo X2 в сентябре 2008 года. Он включал в себя 150 дополнительных фоторамок и Picture Tubes, программы Background Remover, Corel Painter Photo Essentials 4 и Photorecovery, а также поддержку RAW для 250 камер и флэш-накопителя емкостью 2 ГБ. 
Последующие издания Ultimate были выпущены одновременно с базовой версией. PaintShop Pro X4 Ultimate включал Nik Color Efex Pro 3.0, ваучер на 21 изображение от Fotolia в высоком качестве и дополнительные picture Tubes. X5 Ultimate включал в себя Reallusion FaceFilter Studio 2.0, NIK Color Efex Pro 3.0 и «более 100 уникальных кистей, текстур и фонов без роялти».  PaintShop Pro X6 Ultimate включает в себя стандарт Athentech Imaging Perfect Clear и Стандарт FaceFilter3 от Reallusion.  PaintShop Pro X7 Ultimate включает в себя те же два элемента. 
Комплектные дополнения не могут быть установлены, если эта версия программы PaintShop уже не установлена. Однако, как только пакет дополнительных компонентов, таких как плагин, был установлен, установленные файлы могут быть скопированы в другие версии, например, плагин, установленный под X5, может быть скопирован в X6, и даже если X5 будет удален, плагин будет продолжать работать под X6. Corel выпускает новую версию X примерно ежегодно, поэтому эта возможность копирования означает, что пользователям PSP не нужно выбирать между обновлением или продолжением использования дополнений Ultimate из предыдущих версий.

## Другие связанные версии и продукты
- Paint Shop Pro Personal — версия JASC Paint Shop Pro 9 для японского рынка, опубликованная корпорацией Sourcenext.
- Фотоальбом Paint Shop — это упрощенная версия Paint Shop Pro, предназначенная для улучшения, упорядочения и обмена цифровыми фотографиями. Версия Corel была выпущена как версия 5.
- Corel Paint Shop Pro Album Personal — версия Corel Paint Shop Pro Album 5 Deluxe для японского рынка, изданная корпорацией Sourcenext.
- Фотоальбом Corel является преемником фотоальбома Jasc Paint Shop. Первым релизом была версия 6.
- Corel PaintShop Photo Express является преемником Corel Photo Album. Первым релизом стал PaintShop Photo Express 2010.
- Paint Shop Pro Photo Studio - это сайт, запущенный в рамках празднования запуска Corel Paint Shop Pro Photo X2.

## Программное обеспечение для управления лицензиями
Версии от X до X8 устанавливают стороннюю программу с именем PSIService.exe, службу Windows под названием ProtexisLicensing. Написанный Protexis, он работает в фоновом режиме и собирает информацию о лицензировании. Эта программа взаимодействует с удаленным хостом. Отключение службы лицензирования Protexis вручную может привести к прекращению работы Corel Paint Shop Pro Photo.